# آینده‌نگاری

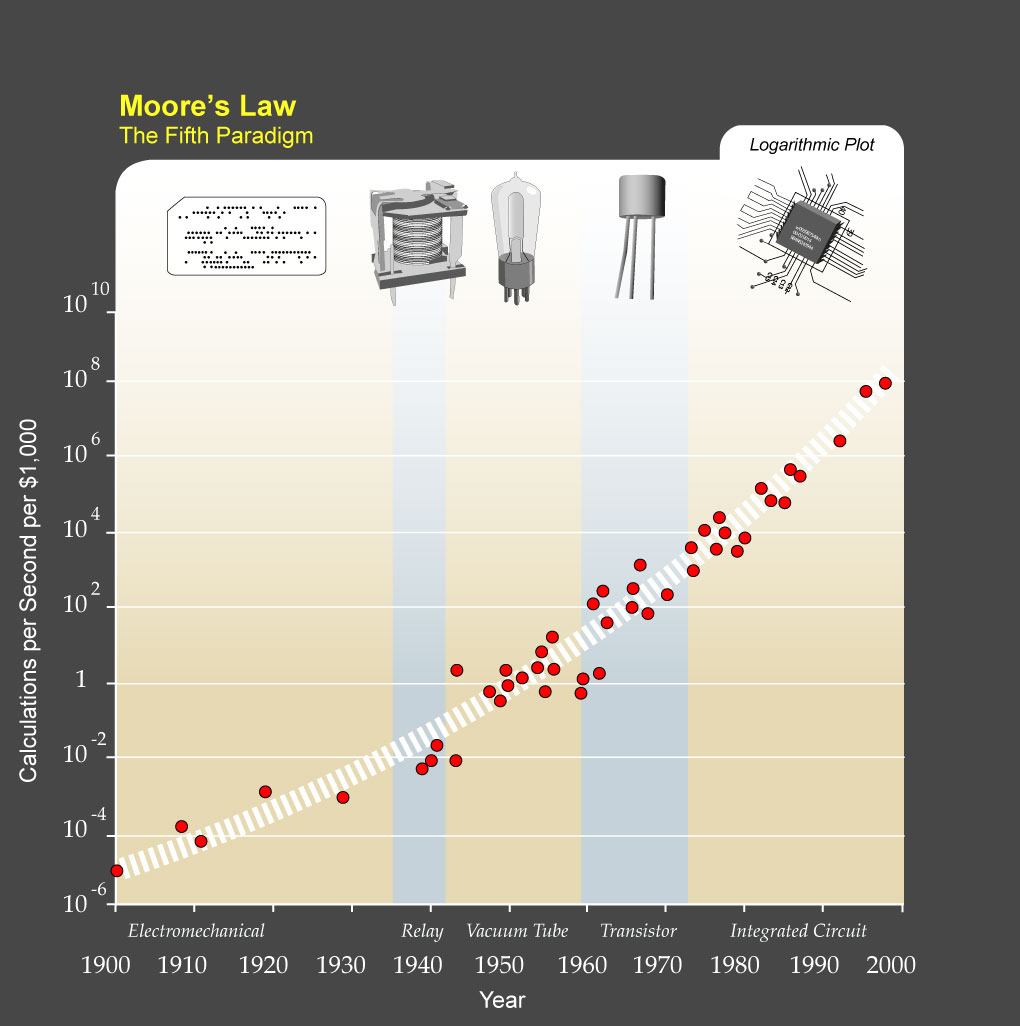
قانون مور، پارادایم پنجم.

آینده نگاری به‌عنوان یک ابزار بسیار مؤثر جهت سیاستگذاری (و به‌ویژه سیاستگذاری دانش و پندآوری) به دولت‌ها کمک می‌نماید تا در شرایط دنیای امروز به چالشهایی همچون جهانی شدن و رقابت فزاینده پاسخی مناسب ارائه و اقداماتی مؤثر انجام دهند.
درسال‌های اخیر، آینده‌نگاری علم و تکنولوژی به‌عنوان یک ابزار تصمیم‌گیری دولتی، در محیط سیاست علم و تکنولوژی ظاهر شده‌است که در بسیاری از حالات منجر به پاسخ سؤالات راهبردی در رابطه با علم و جامعه در یک چشم انداز بلند مدت گردیده‌است. آینده‌نگاری تلاشی نظام‌مند برای نگاه به آینده بلندمدت در حوزه‌های دانش، تکنولوژی، اقتصاد، محیط زیست و جامعه می‌باشد که با هدف شناسایی تکنولوژی‌های نوظهور و تعیین آن دسته از بخش‌هایی که سرمایه‌گذاری در آنها، احتمال سوددهی اقتصادی و اجتماعی بیشتری دارد، انجام می‌شود.
در واقع آینده نگاری یعنی آمادگی برای آینده، یعنی بکاربردن منابع موجود به بهترین وجه ممکن در راستای ارزشها.
شناخت گسترده و روزافزونی در این باره وجود دارد که آینده نگاری علم و تکنولوژی ابزار مفیدی برای تصمیم‌گیری در ارتباط با سیاستگذاری تحقیقات و تکنولوژی، چه در سطح ملی و چه منطقه‌ای یا حتی در سطوح پایین‌تر در اختیار ما قرار می‌دهد.
فعالیتهایی با عنوان آینده نگاری علم و تکنولوژی با سرعت بی سابقه‌ای در اکثر کشورهای توسعه یافته و حتی کشورهای در حال توسعه، در حال پیگیری و اجرا است. فواید حاصل از انجام آینده نگاری تکنولوژی برای سیاستگذاران عرصه علوم و تکنولوژی آن چنان ارزشمند است که نمی‌توانند چگونگی انجام این فرایند را نادیده بگیرند و حاضرند برای انجام صحیح و مؤثر این فرایند منابع بسیاری (همچون منابع زمانی، مالی و...) را فراهم نمایند.
انجام صحیح و مؤثر یک پروژه آینده نگاری نیز مستلزم اطلاع داشتن و آگاهی نسبت به ابعاد مختلف یک پروژه آینده نگاری است. آینده‌نگاری از اوایل دهه ۱۹۹۰ میلادی با استقبال فزاینده‌ای از جانب سیاستگذاران علم و تکنولوژی در کشورهای مختلف روبه رو شده‌است. به جرات می‌توان گفت که اکثر قریب به اتفاق کشورهای توسعه یافته و بسیاری از کشورهای در حال توسعه، برنامه‌هایی را در خصوص آینده نگاری تدارک دیده‌اند تا بتوانند با استفاده از فواید بیشمار آینده نگاری، توانمندی‌هایی برای سیستم‌های علم و تکنولوژی خود ایجاد نموده و از فرصت‌های موجود و در حال ظهور بیشترین استفاده را ببرند. آینده نگاری به واسطه فرایندهای تعاملی خود و بدین دلیل که تلاش می‌نماید تمامی بازیگران فعال یک جامعه را درگیر فرایند خود سازد، بسیاری از چالش‌هایی که دولت‌ها در دنیای کنونی با آن‌ها مواجه می‌باشند را به گونه‌ای اثربخش پاسخ داده و بحران شکست سیستم را برطرف می‌سازد. اجرای فرایندهای آینده نگاری در سطح سیستم ملی باعث می‌شود تا وفاق، هماهنگی و هم جهتی اقدامات آتی، بین بازیگران سیستم برقرار شده و در نتیجه منابع مختلف به صورتی کارا به حوزه‌های دارای اولویت تخصیص داده شوند.